# San Bassano
San Bassano (San Basàn in dialetto sanbassanese) è un comune italiano di 2 063 abitanti della provincia di Cremona in Lombardia.

## Storia
La prima attestazione di una presenza umana stabile risale al VI-VII secolo. Si tratta di una necropoli d'epoca tardo romana rinvenuta durante dei lavori di scavo su d'un dosso in località Serragli, poco fuori dal centro abitato. Poco distante corre la Strada Regina, antica via di comunicazione romana che collegava Cremona a Milano: questo fa pensare ad una presenza di popolazioni stanziali già dal periodo romano.
Il paese visse un "periodo d'oro" dopo l'anno 1000. La strada romana faceva sì che il paese fosse punto di passaggio per i pellegrini (che potevano fermarsi nell'ospizio annesso alla chiesetta di San Giacomo, sorto su un preesistente edificio pagano), per i commerci e per gli eserciti che avevano visto nel piccolo centro a ridosso del fiume Serio (che per tutto l'XI secolo attraversò la valle ora del Serio Morto) un ottimo punto per l'attraversamento del corso d'acqua e un centro strategico per il controllo del territorio.
Nel 1157 i Consoli del Comune di Cremona concedono al centro i privilegi di borgo franco, secondo solo a Soncino.
In questi anni il paese si dota di una chiesa parrocchiale, dedicata a san Martino di Tours, e di un castello: castello che ospiterà l'imperatrice Beatrice di Borgogna durante l'assedio di Crema del 1159 ad opera del Barbarossa.
Dal XV secolo, col progressivo smantellamento del castello e la relativa perdita d'importanza, il paese segue le travagliate vicende di questa zona d'Italia, col passaggio di numerosi eserciti e il cambio continuo di dominazioni.

### Simboli
Intorno agli anni '60 San Bassano adottò con deliberazione del 
consiglio comunale uno stemma e un gonfalone i cui colori giallo e rosso vennero ripresi dall'emblema civico della città di Lodi che è una croce rossa in campo dorato, retaggio di una crociata cui la città partecipò. Attraversanti sul bandato d'oro e di rosso sono rappresentati i simboli caratteristici dell'economia locale: un gelso, riferimento all'allevamento del baco da seta un tempo attività fiorente, con una pannocchia di grano e una spiga di frumento. Il gonfalone è un drappo partito di rosso e di giallo.

## Monumenti e luoghi d'interesse

### Chiesa parrocchiale

#### Storia
Dedicata a San Bassiano, è il terzo edificio in ordine di tempo ad aver assunto il titolo di parrocchilale (nel 1591). Edificata a partire dalla metà del XVI secolo, consacrata nel 1621, è stata oggetto di importanti restauri tra il XIX e il XX secolo, che hanno comportato:
- l'aggiunta delle navate laterali nel 1873 ad opera dell'architetto Carlo Visioli;
- l'innalzamento della guglia del campanile nel 1908 ad opera dell'ing. Carlo Brovelli;
- l'allungamento di una campata e la costruzione di una nuova artistica facciata nel 1915 ad opera dell'architetto Abramo Aresi;
- il posizionamento, nel 1918, del nuovo organo pneumatico Balbiani, ultimo di una serie di organi Inzoli e Serassi.

Nel 1982 è stato posizionato un nuovo concerto di 5 campane opera della Fonderia Capanni di Castelnovo ne'Monti,in provincia di Reggio Emilia. 
In questa chiesa avevano sede le Confraternite del SS.Sacramento e della Madonna del Carmelo.

#### Patrimonio artistico
L'interno della chiesa si presenta così come è risultato essere dopo i lavori del XIX secolo fino ai restauri degli anni sessanta. Si articola in tre spaziose navate, che la moderna decorazione ha rivestito salvando solo qualche frammento dell'ornamentazione antica.
Originariamente l'intero presbiterio era impreziosito da un ciclo di affreschi del XVII secolo: al centro si trovava l'Assunta ai cui piedi stava San Bassiano, ai lati erano collocati gli Apostoli e nel catino absidale il paradiso con la SS. Trinità. A seguito di infiltrazioni d'acqua e di un crollo l'apparato decorativo è andato perduto (ad eccezione della parte centrale recentemente restaurata) e tutto il presbiterio è stato ricoperto dalla decorazione otto-novecentesca. Pregevole è l'altare maggiore in marmi policromi eretto nel 1750.
Gli altari laterali sono cinque:
- San Fermo, con la pala d'altare Madonna con Bambino, San Giuseppe e San Fermo, attribuibile al Massarotti;
- Sacro Cuore;
- SS.Crocifisso, dedicato ai caduti della prima guerra mondiale;
- Deposizione, con una pala riconducibile alla cerchia del Malosso;
- B.V.del Rosario.

Nell'aula di Sant'Angela è conservato un prezioso Crocifisso ligneo del XVII secolo.

#### Restauri
All'inizio degli anni sessanta, a seguito di restauri, sono stati alienati parecchi beni appartenenti al patrimonio artistico della chiesa:
- il pulpito settecentesco;
- il baldacchino settecentesco in stile rococò in legno dorato, definito dalle cronache "maestoso e meraviglioso";
- il coro ligneo del 1757;
- statue e arredi varii.

### Chiesa della Beata Vergine del Rosario
Sorge in una zona decentrata del paese, nel rione chiamato "Basso Serio", vicino al luogo dove sorgeva il castello. Eretta all'inizio del XV secolo e dedicata a Santa Maria della Natività, nel XVI secolo, per pochi anni, assunse il titolo di parrocchiale a scapito dell'antica chiesa di San Martino.
La chiesa ha un'unica navata (in origine erano tre) con due cappelle laterali che ospitano gli altari di Sant'Antonio da Padova, con una pala del XVII secolo, e di San Domenico, con un quadro del XVI secolo raffigurante la Vergine che consegna il Rosario a San Domenico e tutt'attorno i 15 Misteri.
Il presbiterio conserva altare maggiore e balaustra in legno del XVIII secolo, il baldacchino, il coro ligneo e una monumentale ancona lignea con le 15 telette dei misteri del Rosario e, al centro, la statua della Vergine.
Sulle pareti erano appesi 5 quadri con le Storie di Santa Teresa d'Avila, ora in restauro.
Nella chiesa sono sepolti i genitori e i fratelli di Marco Girolamo Vida, sanbassanesi.
Aveva qui sede la Confraternita del SS.Rosario.

## Società

### Evoluzione demografica
Abitanti censiti

### Etnie e minoranze straniere
Al 31 dicembre 2019 i cittadini stranieri sono 274. Le comunità più significative sonoː
- India: 75
- Marocco: 62
- Romania: 44

## Amministrazione

### Gemellaggi
- Lodi, dal 2023[7]